# Coelopoeta
Coelopoeta é um gênero de traça pertencente à família Agonoxenidae.